# Веделаго
Ведела̀го (на италиански: Vedelago; на венециански: Vedełago) е град и община в Северна Италия, провинция Тревизо, регион Венето. Разположен е на 43 m надморска височина. Населението на общината е 16 720 души (към 2014 г.).